# Taboo (Fernsehserie)
Taboo ist eine britische Dramaserie, die seit dem 7. Januar 2017 auf dem Sender BBC One und seit 10. Januar 2017 auf FX in den Vereinigten Staaten ausgestrahlt wird. Die Hauptrolle spielt Tom Hardy.
Im März 2017 wurde bekannt gegeben, dass die Serie um eine zweite Staffel verlängert werden soll, was aber bislang nicht geschehen ist.

## Handlung
1814. Der Brite James Delaney kehrt nach einem zehnjährigen Aufenthalt in Afrika zurück nach London, um das Erbe seines Vaters anzutreten. Im Gepäck hat er 14 gestohlene Diamanten.
In England angekommen, lehnt er ein Angebot der Britischen Ostindien-Kompanie ab, den Fjord Nootka Sound, welcher sich im Besitz seines verstorbenen Vaters befand, an diese zu verkaufen. Dadurch gerät er ins Visier der mächtigen East India Company – und gleichzeitig zwischen die Fronten der Nationen USA und Großbritannien. Der Fjord stellt ein strategisch wichtiges Landstück im Britisch-Amerikanischen Krieg dar, von dem die gewinnende Konfliktpartei profitieren würde. Delaney gründet nunmehr eine eigene Handelsgesellschaft und beteiligt sich am Krieg. Sein Interesse besteht darin, sich für den Tod seines Vaters zu rächen.

## Produktion
Taboo wurde von Steven Knight zusammen mit Hauptdarsteller Tom Hardy und dessen Vater Chips Hardy kreiert.
Die Serie wird seit dem 7. Januar 2017 im Vereinigten Königreich auf dem Sender BBC One ausgestrahlt und in den Vereinigten Staaten seit dem 10. Januar 2017 auf dem Sender FX ausgestrahlt. In Deutschland wurde die erste Staffel am 31. März 2017 bei Amazon Video veröffentlicht.
Am 8. März 2017 gaben die Sender BBC One und FX bekannt, dass Staffel 2 in Auftrag gegeben wurde. Im deutschen Free TV wurde die erste Staffel ab dem 10. Februar 2018 auf RTL II ausgestrahlt.

## Besetzung
Die deutschsprachige Synchronisation wird bei der Boom Company in Starnberg nach Dialogbüchern und unter der Dialogregie von Henning Stegelmann erstellt.
| Rolle                     | Schauspieler      | Synchronsprecher         |
| ------------------------- | ----------------- | ------------------------ |
| James Keziah Delaney      | Tom Hardy         | Torben Liebrecht         |
| Benjamin Wilton           | Leo Bill          | Alexander Brem           |
| Zilpha Geary              | Oona Chaplin      | Anke Kortemeier          |
| Edmund Pettifer           | Richard Dixon     | Christoph Jablonka       |
| Horace Delaney            | Edward Fox        |                          |
| Thorne Geary              | Jefferson Hall    | Hubertus von Lerchenfeld |
| Brace                     | David Hayman      | Dieter Memel             |
| Michael „Godders“ Godfrey | Edward Hogg       | Florian Fischer          |
| Helga                     | Franka Potente    | Stephanie Kellner        |
| Sir Stuart Strange        | Jonathan Pryce    | Lutz Riedel              |
| Robert Thoyt              | Nicholas Woodeson | Leon Rainer              |
| Dr. Edgar Dumbarton       | Michael Kelly     | Peter Flechtner          |
| Lorna Bow (Delaney)       | Jessie Buckley    | Katharina Schwarzmaier   |
| Prinz Regent (Georg IV)   | Mark Gatiss       | Matthias Klie            |
| Solomon Coop              | Jason Watkins     | Claus-Peter Damitz       |
| Cholmondeley              | Tom Hollander     | Axel Malzacher           |

## Episodenliste
| Nr. | Deutscher Titel      | Originaltitel | Erstausstrahlung UK | Deutschsprachige Erstveröffentlichung (D/A) | Regie             | Drehbuch                     | Zuschauer (UK) |
| --- | -------------------- | ------------- | ------------------- | ------------------------------------------- | ----------------- | ---------------------------- | -------------- |
| 1   | Besuch aus der Hölle | Episode 1     | 7. Jan. 2017        | 31. März 2017                               | Kristoffer Nyholm | Steven Knight                | 8,53 Mio.      |
| 2   | Das Testament        | Episode 2     | 14. Jan. 2017       | 31. März 2017                               | Kristoffer Nyholm | Steven Knight                | 7,21 Mio.      |
| 3   | Schachzüge           | Episode 3     | 21. Jan. 2017       | 31. März 2017                               | Kristoffer Nyholm | Steven Knight                | 5,57 Mio.      |
| 4   | Ein rauschendes Fest | Episode 4     | 28. Jan. 2017       | 31. März 2017                               | Kristoffer Nyholm | Steven Knight & Emily Ballou | 5,36 Mio.      |
| 5   | Die Toten klagen an  | Episode 5     | 4. Feb. 2017        | 31. März 2017                               | Anders Engström   | Steven Knight & Ben Hervey   | 5,63 Mio.      |
| 6   | Rache                | Episode 6     | 11. Feb. 2017       | 31. März 2017                               | Anders Engström   | Chips Hardy & Steven Knight  | 5,43 Mio.      |
| 7   | Verrat               | Episode 7     | 18. Feb. 2017       | 31. März 2017                               | Anders Engström   | Steven Knight                | 5,53 Mio.      |
| 8   | Aufbruch             | Episode 8     | 25. Feb. 2017       | 31. März 2017                               | Anders Engström   | Steven Knight                | 5,59 Mio.      |

## Kritik
Auf der Website Rotten Tomatoes hält die erste Staffel der Serie eine Bewertung von 78 %, basierend auf 46 gewerteten Kritiken und einer Durchschnittswertung von 7,03/10.